# Oyershausen
Oyershausen ist ein Weiler der Ortschaft Opperhausen in Einbeck. Nach dem Weiler ist auch die nördlich gelegene Anhöhe Oyershäuser Berg benannt. Nördlich von Oyershausen liegt die Einbecker Ortschaft Bentierode und südlich Opperhausen. Oyershausen wurde 1449 erstmalig als Öudeshusen urkundlich erwähnt.